# Natalia Albéniz
Natalia Albéniz Fernández (Vitoria, 1989) es una ilustradora y artista visual española.  

## Biografía
Natalia Albéniz nació en Vitoria en 1989. Es licenciada en Bellas Artes por la Universidad del País Vasco (UPV/EHU) con especialidad en pintura. Máster en Creación e Investigación en Arte de la UPV/EHU, para el que presentó el proyecto La Distancia que separa al Arte del Público. Dificultades para la Comprensión y Aceptación del Arte en la Sociedad Actual; Máster de Formación de Profesorado de Secundaria y Bachiller, con especialidad en Educación Artística. Combina la práctica artística con la educación y ésta en relación con el arte. 

### Trayectoria profesional
Los temas que trata suelen ser las diferentes convenciones sociales existentes en nuestro entorno y el peso que tienen las mismas, la representación del otro, los roles de género, el lugar que ocupa la mujer en la sociedad occidental actual, el cuerpo humano (sobre todo el femenino) y la cultura visual. Desde 2016 tiene su estudio en el barrio de Judimendi de Vitoria.
Forma parte del Colectivo Cerdas, colectivo de ilustradores inmerso en el ámbito de la autoedición y el cual también participa en exposiciones.
En 2017 fue seleccionada dentro de la convocatoria Refest, Images & Words on Refugee Routes, Programa Europeo de Residencias Itinerantes y Exposiciones para Artistas Relacionados con el Mundo de la  Autoedición y sus Disciplinas Habituales: Cómic, Ilustración, Collage organizado por Fundación Montemadrid.
En 2018 ha realizado una colaboración con Artium, Centro – Museo Vasco de Arte Contemporáneo con la realización de una imagen para la edición de una obra gráfica con una tirada de 50 ejemplares y 5 p/a para los fondos de obra gráfica de la colección, dentro de la exposición Sortzea, EZ Errepikatzea /  Producción, NO Reproducción. Ha sido seleccionada dentro de la convocatoria Artgia Da! organizada por ARTgia Sorgune & Aretoa en Vitoria, fruto de la colaboración entre diferentes agentes y entidades tales como INJUVE, Gauekoak, la asociación Kultur ACT y de la sala ARTgia.

## Obras
- 2015 – Contraposición de lo sensible a lo racional. Lo banal frente a lo útil. Exposición en el Claustro del Centro Cultural Montehermoso (Vitoria).[9][2]
- 2016 – Exposición ‘En abril cerdas mil’ en la galería de arte La Cuadra de Alegría de Álava.[4]
- 2016 – Exposición colectiva Hogar-Refugio organizada por CEAR Euskadi.[10]
- 2018 – Exposición Estereotipos de Género: Maldad Femenina en ARTgia (Vitoria).[11]

## Premios y reconocimientos
- 2017 – Una de las ocho personas ganadoras de la convocatoria europea de residencias artísticas REFEST que cofinancia el programa Europa Creativa de la Unión Europea y la Fundación Montemadrid.[12]
- 2018 – Una de las seis personas que cuenta con el apoyo de las ayudas ARTgia da! para desarrollar proyectos creativos.[8]